# Човек од Челика
Човек од Челика (енгл. Man of Steel) је амерички филм о суперхероју Супермену из 2013. године. Режију потписује Зак Снајдер, а аутор сценарија је Дејвид С. Гојер, који је током писања филмске приче сарађивао са режисером Кристофером Ноланом. Продуценти филма су Чарлс Ровен, Кристофер Нолан, Ема Томас и Дебора Снајдер. Ово је први филм у серији филмова Ди-Сијевог проширеног универзума. Насловну улогу тумачи Хенри Кавил као Супермен, а остатак глумачке екипе чине Ејми Адамс, Мајкл Шенон, Кевин Костнер, Дајана Лејн, Лоренс Фишберн, Кристофер Мелони и Расел Кроу. Филм је рибут филмског серијала Супермен, а радња прати Кларка Кента који открива да је он супермоћни ванземаљац са планете Криптон. Он преузима улогу заштитника човечанства као Супермен и доноси одлуку да се суочи са генералом Зодом и да га спречи да уништи човечанство.
Развој филма је почео 2008. године, када је компанија Ворнер Брос. организовала низ састанака са ауторима стрипа, сценаристима и режисерима, желећи да поново покрене франшизу. 2009. године, судском пресудом је одлучено да је породица Џерија Сигела поново добила ауторска права на причу о Супермену. Одлука се такође и односила на то да компанија Ворнер Брос. не дугује његовој породици никакве финансијске хонораре за претходне филмове, али ако продукција филма не започне до 2011. године, тада ће Џо Шустер и Сигел имати право да туже компанију за изгубљени новац због непродуцираног филма. Продуцент Кристофер Нолан је дао Гојеру идеју за причу након њиховог рада на филму Успон мрачног витеза (2012), а Снајдер је унајмљен као режисер у октобру 2010. Снимање је почело у августу 2011. у Вест Чикагу, након чега се преселило у Ванкувер и Плејно, Илиноис. Музику је компоновао Ханс Цимер.
Светска премијера филма је одржана 10. јуна 2013. у Њујорку, док је у америчким биоскопима реализован 14. јуна исте године. Премијера филма одржана је 20. априла 2013. у Србији, од стране Tuck Vison-а. Добио је помешане критике од стране критичара, који су похвалили музику и визуелне ефекте, али су критиковали темпо филма и недостатак развоја ликова. Буџет филма је износио 225 милиона долара, а филм је зарадио 668 милиона долара широм света. Наставак, Бетмен против Супермена: Зора праведника, премијерно је приказан 19. марта 2016. године.

## Радња
Дечак открива да има натприродне моћи и да није са планете Земље. Kао младић, он путује у потрази за својим пореклом и сврхом свог живота на Земљи. Али, херој у њему мора да се пробуди уколико жели да спаси свет од уништења и постане симбол наде за цело човечанство. Супермен поново крстари небом као Хенри Kавил у костиму Човека од челика – борећи се са прошлошћу коју не може да схвати и будућношћу којој не може да умакне.

## Улоге
| Глумац         | Улога                |
| -------------- | -------------------- |
| Хенри Кавил    | Кларк Кент/Супермен  |
| Ејми Адамс     | Лоис Лејн            |
| Мајкл Шенон    | Генерал Зод          |
| Кевин Костнер  | Џонатан Кент         |
| Дајана Лејн    | Марта Кент           |
| Лоренс Фишберн | Пери Вајт            |
| Расел Кроу     | Џор-Ел               |
| Ричард Шиф     | доктор Емил Хемилтон |